# Montelongo
Montelongo est une commune italienne de la province de Campobasso, dans la région Molise.

## Administration
| Période                                  | Période | Identité               | Étiquette                   | Qualité |
| ---------------------------------------- | ------- | ---------------------- | --------------------------- | ------- |
| 12/06/2017                               | -       | Nicolino Macchiagodena | Lista Civica Per Montelongo | Avocat  |
| Les données manquantes sont à compléter. |         |                        |                             |         |

### Communes limitrophes
Bonefro, Montorio nei Frentani, Rotello, Santa Croce di Magliano